# 同人誌印刷所
同人誌印刷所（どうじんしいんさつじょ）とは、同人誌の印刷、製本などを請け負う印刷所（印刷会社）である。同人誌印刷専門の印刷会社と、同人誌印刷も請け負う一般の印刷会社とがある。

## 概要
同人誌印刷所は、少部数の同人誌の製版、印刷、製本を行い、顧客に納品する。納品先は顧客の他、コミックマーケットに代表される同人誌即売会会場への直接搬入や、同人誌を扱っている書店への納品もある。同人誌制作環境のデジタル化が進んだため、ほぼ全ての印刷所がデジタル原稿への対応を済ませており、2017年現在、同人誌印刷所に発注される原稿の8割以上がデジタル原稿となっている。このため、一部の印刷所ではデジタル原稿のみを受け付け、紙原稿での入稿を断る印刷所も出てきている。
同人誌印刷所の広告には、自社の社長をキャラクター化して登場させていることが多い。有名なものにあかつき印刷の「サカイさん」、くりえい社の「チンドン」、PICOの「ピコQ」、大陽出版の「ナカパンダ」などがある。
業界団体として、日本同人誌印刷業組合がある。しかし、加盟していない業者の方が多い。

## 背景
1970年代から1980年代初頭の同人活動で作成されていた同人誌は、主にガリ版や青焼で作成されていた。これは、当時オフセット印刷の価格が高く、また印刷所からは最低でも1000部は発注することを要求されていたからだった。これに対し、1980年代から、50部や100部からの少部数を対象に、比較的低価格で、なおかつ高品質なオフセット印刷で同人誌を印刷する業者が登場した。これが現在の同人誌印刷所の原型である。
同人活動の拡大とともに、同人誌印刷所の数も増加していったが、2020年代に入ると、新型コロナウイルス流行に伴うコミックマーケット中止や物価高・デジタル化の影響を受けて、撤退または廃業した業者も少なくない。

## 利用方法
同人誌印刷所を利用する場合、大まかに以下の順序を踏む。

### 資料請求
同人誌印刷所を利用しようとする場合、まず印刷所のマニュアル（原稿の規格や商品の内容、料金などが記載されている）を入手する必要がある。多くの場合、印刷所にマニュアル郵送用の郵便切手と宛名カードを送る。マニュアルが送られて来たら、発注する本の装丁を決め、印刷料金を確認する。複数の印刷所のマニュアルを比較するのも有効である。

### 締切発表
特定のイベント合わせの同人誌を発注する場合、印刷所がその期日に納品するための入稿締め切り日を発表するので、極力締切に間に合わせるように原稿を完成させる。後述。印刷所の作業スケジュールを調整するため、予約が必要な場合もある。

### 入稿
印刷発注書を記入して、印刷所の窓口に原稿を持参するか、印刷所宛に原稿を（宅配便で）送付する。デジタル原稿の場合はFTP入稿が出来る場合がある。

### 入金
印刷料金を入金する。基本的に前払い。事前にメールやFAXで見積もりを出してもらうと良い。印刷料金は窓口で払う、銀行振込、ゆうちょ銀行の普通為替を送る、クレジットカード決済などの方法がある。

### 納品
完成した同人誌が納品される。自宅送り、イベント搬入、書店搬入などがある。送料や搬入代がかかるが、印刷料金と一緒に計算される。

## 原稿
同人誌印刷所に入稿する原稿は、受け付けてすぐに作業にかかれる完全原稿であることが前提である。印刷所によって細かい規定があるので、原稿作成前に確認しておくのが望ましい。

### 紙原稿
原稿のサイズは、印刷所が指定した規格寸法のものであることが望ましい。さらに原稿用紙の大きさも統一してあることが望ましい。原稿の各ページには極力全ページにノンブルが打ってある必要がある。
白黒原稿の場合、インクが黒ではなく濃いグレーである場合があるので注意を要する（特にインクジェットプリンターで打ち出した文字の場合）。スクリーントーンの網点が黒ではなくグレーの場合もあるので注意を要する。
カラー原稿の場合、厚いイラストボードに描かれていると、シリンダー形のイメージスキャナに対応できない場合がある（フラットベッド型なら対応できる）。

### デジタル原稿
原稿作成側の制作環境と、印刷所が対応している入稿環境が一致している必要がある。主に対応している環境にはPhotoshop、Illustrator、InDesign、QuarkXPress、ComicStudioなどがある。ただし、同じソフトでもバージョンによって対応していない場合があるので注意を要する。
カラー原稿の場合は、RGBではなくCMYKで色変換する必要がある。しかし2017年現在では独自のプロファイルや「RGB色変換エンジン」を使用し、RGB原稿でもパソコンモニターのイメージ色調に限りなく近い印刷を実現している印刷会社も増えてきている（あくまで「限りなく近い」であり、モニターの色調と完全に一致する訳ではない点に注意。厳正な色管理をしたいならばCMYKでの入稿が望ましい）。
解像度はカラーの場合、350dpiが望ましい。基本的なカラー印刷のスクリーン線数が175lpiで製版されるからである。高精細印刷やハイビジョン印刷ではこれよりも解像度を高くしたほうが綺麗な仕上がりが望まれる。本文白黒印刷の場合、カラーよりも高精細な600dpi以上を推奨する所が多い。

## 料金

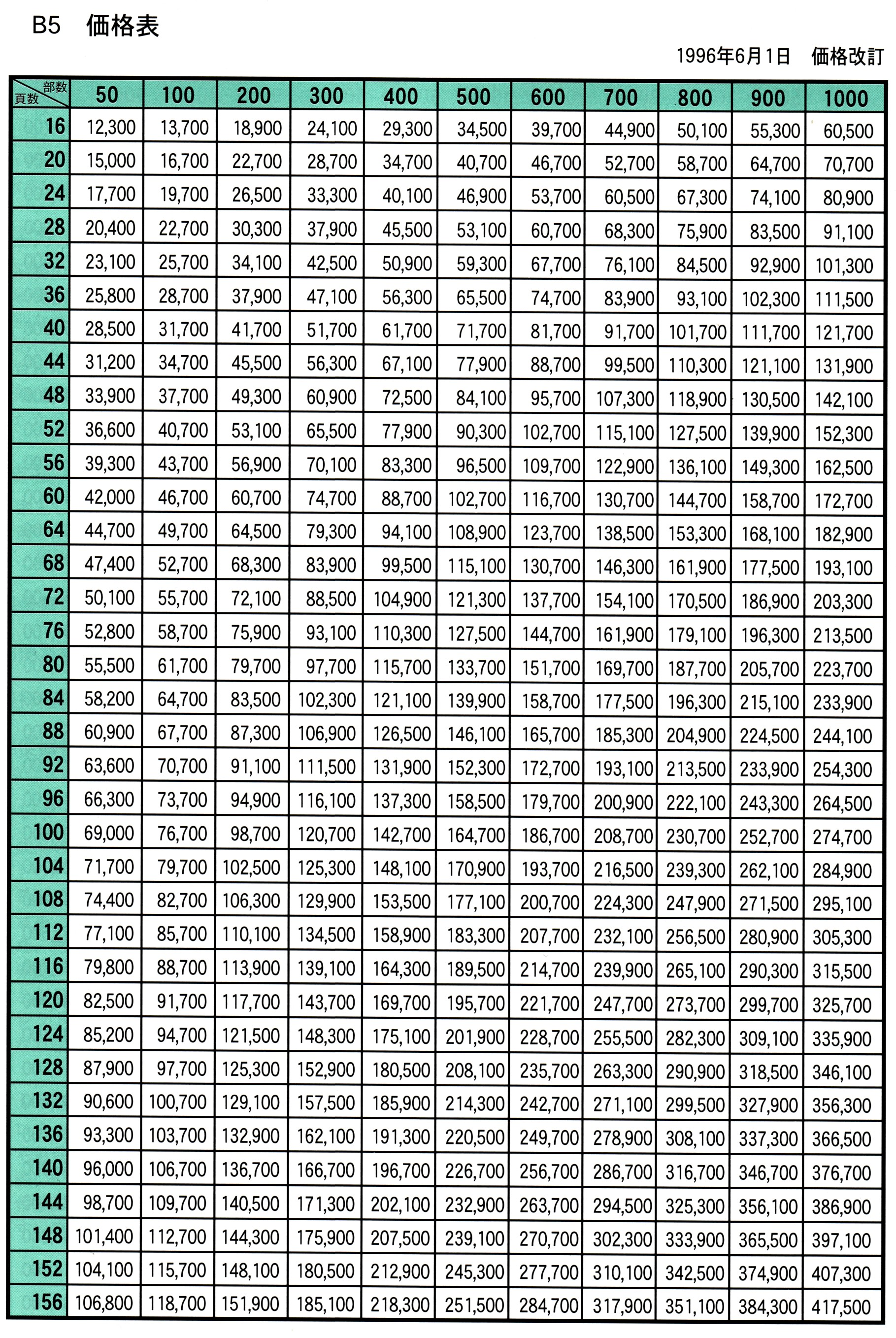
同人誌印刷所の基本料金の一例

同人誌印刷所の印刷料金は、その印刷所で最低限の装丁の同人誌を納品するための基本料金がベースになっている。製本される本のサイズと、ページ数（表紙含む）、印刷部数によって、基本料金の額が段階的に定められている。基本料金には、大まかに以下のものが含まれて計算されている。
- 面付料金
- 製版料金
- 表紙代金（色上質紙であることが多い）
- 本文用紙代金（白い上質紙であることが多い）
- 表紙印刷料金（1色刷りまたは2色刷りであることが多い）
- 本文印刷料金（基本的にスミ刷り）
- 製本料金

基本料金に追加料金を加えることによって、様々な追加装丁をプラスすることが出来る。主なものは以下の通り。
- フルカラー表紙印刷料金（CMYKの4色、またはそれに蛍光ピンクを加えた5色。色分解料金、製版料金も含まれる）
- 表紙の特殊紙料金（1枚あたりの単価＊印刷部数分。予備の枚数分を要求されることもある）
- 本文の紙変え料金（連量の厚い上質紙やコミック紙、書籍用紙など）
- インク代（スミ以外のインクで刷る場合）
- 多色刷り料金（2色刷りや3色刷り。4色以上はフルカラーの方が安い）
- 箔押し料金（型代+1枚あたりの単価）
- 遊び紙料金
- 特殊版型に断裁する料金

基本料金とは別に、セットものと呼ばれる印刷商品もある。これは、印刷所が指定した装丁で入稿される原稿に、基本料金から計算するよりも割安な価格で受注するというものである。セット商品には印刷所によって色々なものがあり、セット商品が多いことを売りにしている印刷所もある。
イベント合わせの場合、締切日よりも早期（おおよそ1か月 - 3週間前）に入稿すると、早期入稿割引が適用されることがある。逆に、締切を過ぎてからの入稿は、割増料金が加算されるので望ましくない。ただし、大台印刷の場合は別に締切が設定されていることも多い。
オフセット印刷料金は、競争原理によって長らく下落の傾向が見られたが、2017年現在は印刷資材（紙やインク、さらにオフセット印刷機の場合は印刷用ローラー）の価格上昇により、上昇の傾向にある。一方で、オンデマンド印刷料金はオフセット印刷ほどの価格上昇は見られない。これはオンデマンド印刷機のランニングコストが低いためである。

## 製版
同人誌印刷所に入稿された原稿は、面付（4面付か8面付。大台印刷の場合は16面付や32面付）され、製版される。これまで広く使われていたダイレクト製版に変わり、ほとんどの印刷所で紙原稿をスキャナーで読み取り、CTP製版で印刷版を出力する印刷所が主流である。ダイレクト製版では、印刷版は紙をベースにしたもので、版の色からシルバー版と呼ばれているものを使用する。主に大部数印刷の場合は、CTPでアルミプレート（PS版）を製版する事が多い。
カラー原稿の場合、原稿をスキャナーで読み取ってCTPで出力し、印刷版にレーザーで焼き付ける行程である。印刷には正確な位置合わせが必要なため、印刷版はアルミニウムを支持体にしたPS版が使用される。
デジタル原稿の場合、白黒原稿でもカラー原稿でも、原稿データから直接印刷版を出力できるCTPシステムで製版される。
かつて同人誌印刷で広く使われていたダイレクト製版は、デジタル化の浸透によりほとんど廃れていっている。また、原稿のデジタル化も進んだため、コスト削減のために紙原稿の製版設備を備えない印刷所も2017年現在では少なくなく、紙原稿を入稿する時は追加で製版料金を請求したり、紙原稿の入稿をそもそも受け付けない印刷所も現れている。

## 印刷
印刷版が印刷機にかけられて、紙に印刷される。印刷機は1色機や2色機のような菊半裁版小型印刷機が主に用いられる。両面印刷機や、フルカラー印刷用の4色機や5色機も用いられる。大台印刷には専用の印刷機が使われる。
極少部数（20 - 100部）の印刷のために、原稿から直接印刷物を仕上げるオンデマンド印刷機を備える印刷所もある。少部数に対応でき、印刷工程も軽減できる事から、オンデマンド印刷のみの印刷所も増えてきている。
印刷された紙は製本され、化粧断ちをして規定のサイズに仕上げられる。品質検査を行ったのち、梱包されて納品される。

## 他の印刷商品
同人誌印刷所では、同人誌の他にも様々な印刷商品を取り扱っている。これらのものも、同人誌即売会で販売されたり配布される。

### 1枚もの
同人誌と違って丁合や製本の必要がなく、印刷して断裁すれば完成する事から、ページものと対照的に「ペラもの」「端物」と呼ばれる。サークルの情報を知らせる情報ペーパー（同人用語で単にペーパーと呼ばれる）や、便箋などがこれに当たる。コピーでも安価に作れるが、印刷所では印刷インクの色を変えたり、フルカラー印刷などでオフセット印刷のメリットをプッシュしている。

### ポスター
B2やA1サイズの大型フルカラーポスター印刷は大判インクジェット出力、販売やディスプレイ用に使われる。またA2サイズ位までのものやスティックポスター（B3サイズを横半分にしたサイズ）などのコレクションに適したものなどはオフセット印刷による。

### 抱き枕カバー
2017年現在、布地への印刷技術が普及してインクジェット等で少量生産にも対応できるようになり、ジャンルによっては頒布するサークルも少なくない。

### 手提げ袋
防水加工された印刷物による手提げ袋も一部のサークルで販売されている。使用時に宣伝効果が見込まれるので必要以上に大きい手提げ袋を用意するなど、力を入れている業者もある。

### CD・DVDプレス
CDやDVDのプレスやレーベル印刷。ライナーノートの印刷やパッキングも行う。自主制作音楽やコンピューターソフトなどの同人ソフトサークルで広く利用されている。レコーダーでDVD-R等追記型記録媒体に記録する場合とスタンパを製作してプレスする方法があり、後者は大量生産に適している。

### グッズ
様々なグッズに印刷を施して納品する。夏のうちわが代表例。グッズによっては、スクリーン印刷やタンポ印刷など、本来は同人誌印刷所の範疇ではない印刷方法が用いられる。2017年現在はキーボードやマウスパッド等、立体的な製品への印刷も可能になり、創作活動の幅が広がりつつある。

## 客層
同人誌印刷所を利用する客層は幅広い。若いほうでは、高校生がアルバイトで得た収入をもとに個人誌を出したり、高校の漫研で部誌を出すことも珍しくなく、そのために印刷所を利用する。熟年層でも、同人誌即売会で活動する場合に利用することがある。一般的な客層としては、10代後半から30代前半の顧客が多い。また（活動ジャンルにもよるが）女性の顧客が多いのも特徴である。顧客層が若いため、原稿作成や印刷に関するノウハウを十分に身につけていない場合や、印刷料金の工面に問題がある場合もある。

## 同人誌印刷所が抱える問題
同人誌印刷業界は歴史が浅いため、解決されていない様々な問題がある。

### 経営基盤
同人誌印刷所は、基本的に中小規模の企業で成り立っており、一般の軽印刷と同じような小規模の印刷所も少なくない。また、同人誌専門という印刷所も多くはなく、一般の商業印刷と兼業であることが多い。同人誌印刷は、時期によって受注に波があり、夏コミ前の7,8月、冬コミ前の11,12月には大量の受注があり、ほとんどの印刷所はこの時期を書き入れ時にしている。一方、1,2月、9,10月は受注が少なく、繁忙期と閑散期の差が極端と言えるほど大きい。このため、閑散期に割引サービスを行って受注を獲得しようとする印刷所もある。
印刷業界は昨今の出版不況の影響により発展が鈍っているが、同人誌業界は（多少の影響はあるが）順調に発展を続けている。このため、一般商業印刷を行っている印刷会社が同人誌印刷に参入するケースも多々見られる。このような印刷所は、今まで商業印刷をやって来たことを売りにしていることが多いが、一般商業印刷と同人誌印刷に求められるニーズが違うことから、採算が合わないことも多く、撤退するケースも少なくない。その一方で、商業印刷の片手間に「オタクから金を巻き上げる」ことを目的として同人誌印刷を行う業者やブローカーも存在する。
同人誌印刷所の倒産、廃業も起きている。このような場合、受注した原稿が印刷工程でストップしてしまうこともありうる。2011年に廃業した愛知県の印刷所の例では、親交のある石川県の印刷所に印刷を引き継いでもらい、無事に納品されるということがあった。廃業まで至らなくとも、参入はしたものの、少部数で儲けの少ない同人誌印刷から撤退した業者は数多い。また、デジタル原稿をオンライン入稿する顧客が非常に多くなったことから、東京に出した支店や営業所に原稿を持ち込む顧客が減り、コスト削減のために営業所を撤収する印刷所もある。

### 労働環境
先に述べた通り、閑散期と繁忙期の差が大きいため、繁忙期には1か月間休みなし、また交代での徹夜作業も珍しくなく、そのためのシャワールームや仮眠室を備えている印刷所もある。それでも足りない場合はアルバイトを雇うこともある。

### 著作権・肖像権問題
同人誌のうち2次著作物として扱われるものに関しては、原著作者が2次著作物の存在を許容しない場合、同人誌の作者はもちろん、印刷所にも著作権侵害の告発を受ける恐れがある。印刷所の方針にもよるが著作権に厳しいと言われているディズニー、任天堂、サンリオのキャラクターの同人誌は引き受けないこともある。。
また肖像権についても、芸能人の写真などの無断使用を根拠に作者や印刷業者が法的責任を問われる場合もある（特にジャニーズやハロプロなどのプロダクション関係者が訴訟するケース）。
スクウェア・エニックスとディズニーのコラボレーション作品『キングダム ハーツ』が発売されるとき、「キングダムハーツの同人誌は引き受けないようにしましょう」という内容のFAXが全国の同人誌印刷所に流されたことがある。。

### 顧客とのトラブル
印刷所と顧客との意思疎通や認識の違いから、様々なトラブルの事例がある。

#### 発注元に原因があるもの

##### 原稿の状態に問題があるもの
印刷所の規格の原稿用紙を使っていない、規格にそった原稿作成をしていない
断ち切りでページ端の文字や絵が切れてしまう、ベタの塗り足しが足らないために白がでる等。
原稿の完成度が低い
スクリーントーンがしっかり貼られていない。トーンの不適切な重ね貼りやベタにムラがある。薄墨を使用している等。またトーン自体の品質が悪い場合や、しっかりとトーンが貼られていない場合、トーンが浮いて白く印刷される、或は剥がれ落ちて再現が不可能となる原因となる。後者はモアレや線が飛ぶ（かすれる）などの現象を引き起こし、印刷の品質を維持できない原因となる。
ノンブルを打っていない
乱丁、落丁の原因となる。複雑な装丁においては台割表を用意したほうが望ましい場合もある。
修正がなされていない
後述の成人向け同人誌において、性器の描写等に関して修正が不足している等で印刷を受け付けられない事例。仮に受け付けられたとしても、発注者に連絡なく原稿に修正を加えられるなどによって発生するトラブルもある（発注者に連絡なく修正した場合、連絡の不備に関して印刷所が指摘される事もありえる）。

##### 締切破り
印刷所の指定した締切を過ぎての入稿。仕上がり品質に大きく影響する他、納品の遅れや、希望の発注数を印刷できないといった事態にも繋がりうる（刷り切れなかった残りを後日分納するなど）。同人用語で極道入稿と呼ばれる。なお、通常の締切とは別に特急印刷（短納期の商品）を用意している印刷所もあるが、極道入稿の言葉の意味に特急印刷が含まれる場合もある。

##### データ不備
データが規格にそって作成されていない
解像度不足のために粗く印刷されてしまう、逆に必要以上の解像度によってファイルサイズが過大となり入出力に影響する等。またカラーモードが適切でない場合もあり、二値原稿がグレースケールで作成されてモアレを生じる、カラー原稿がCMYKでなくRGBで作成されたために色が変化する等の原因となる。また原稿作成側のモニターの色調整をしっかり行っていない場合や、CMYKデータ変換時のカラープロファイルの誤りにより、モニターの色とは大きくかけ離れた印刷仕上がりとなる場合がある（ただし、先述の通り、RGBとCMYKの色調は完全には一致しない）。
フォントをアウトライン化や画像の統合がされていない
印刷所が対応していないフォントでアウトライン化がされていない場合、出力ができない場合や、他のフォントに置き換わってしまうことがある。また画像の統合（レイヤーの結合）がされていない場合も同様に出力に影響する場合がある。
規定のファイル形式で保存されていない
印刷版に出力する作業が行えない。またファイルネームも印刷所によって指示、推奨がされている場合があり、ファイル名がページを示すことによって乱丁、落丁の原因となる可能性がある。

##### 入金トラブル
原則として前金の業者が多く、締切に原稿が間に合っていても入金がされていない場合に印刷にとりかかれない、最悪納品日までに入金がないために商品の引渡しがされないといった事態につながる。また、入金の控えを保存していないために、入金の確認をとるのに時間を要し、その間、作業が滞る事態も見受けられる。

#### 印刷所に原因があるもの
低い品質
締切を守って入稿したのに、納品された同人誌の品質が低い。ベタムラ、インクの濃度が低くグレーで印刷されたようになっている、印刷面を指でこするとインクの色が移るなど。また、表紙に著しい傷がついている、製本がしっかりされておらず、本文などが剥がれ落ちてバラバラになってしまう等といった場合もある。また指定と異なる商品が納品される事例も存在する。ただし、こうした劣悪な品質の本が少数で余部でまかなえる場合はこの限りではない。
受注過多
印刷所の作業能力を超える印刷を受注してしまい、締め切り日より早く入稿した（早期入稿割引が適用される）原稿であっても、指定納品日やイベントに納品できない事態。同人用語で本を落とされると言われ、特に同人誌即売会にて特定の印刷所を利用した多数のサークルが納品されないケースも発生した。
大部数優先
小部数に比して大部数の発注が少ないことや、採算性や部数によって工程が異なることから小部数の発注が後回し、ないがしろにされる事例が発生することがある。そもそもの発注を取り合わない事例や、悪質な場合では納品の遅延や催促に応じない事例まで存在する。
逆綴じ
同人誌の多数を占める漫画が基本的に右綴じであるので、左綴じを指定した横書き文字主体の同人誌が右綴じで納品されてしまうというケースが多い。逆もあり得る。
装丁の変更
印刷所の判断により、入稿の指定を無視して装丁を変更されてしまう。クレームを指摘しても「こっちの方がいい感じよ」と取り合おうとしない。
クレーム非対応
「当社は印刷物のクレームはお受けしておりません」とマニュアルに記載し、発注者に非がなくとも印刷物のクレームを受け付けない。

### 成人向け同人誌
18歳以上を対象にした成人向け同人誌には、性、暴力表現や性器の描写について印刷所独自の規制基準がある。性器に黒線を一本乗せれば良いと言うところから、性器全体をベタで塗りつぶさなければならないところまである。これらの規制は、印刷所の担当者が、警察の猥褻物陳列罪に該当しないようにカバーしているものだが、印刷所の基準と警察の基準が異なることから、印刷所で修正した印刷物であっても取り締まりの対象になるケースがある。また、それぞれの印刷所の基準だけでなく、書店や即売会での基準が異なることにも留意したい。
2007年、四国の同人作家が出した同人誌が「わいせつ図画の頒布」容疑で摘発され、利用していた印刷所ブロスも家宅捜索を受けた。
日本同人誌印刷業組合では、成人向け同人誌を引き受ける際のガイドラインを策定したが、これも拘束力を持つものではないため、最終的な判断基準は印刷所にまかされており、やや曖昧なものとなっている。

### 税金問題
日本の税法上、主たる収入の他に、副収入が一定額以上であると、確定申告をして納税する必要がある。同人誌の売り上げで、この収入が一定額以上になった（と思われる）同人作家に対し、税務署が事情を聞く事がある。1997年、共信印刷が税務署から申告漏れを指摘された。これにより、税務調査で顧客名簿を入手した税務署が、同人誌の売り上げで一定額以上の副収入を上げている（と思われた）同人作家に対し、同人誌の在庫数や収支記録の提出を求めた事例があった。

## 主な同人誌印刷所
- ROSA ROZZA
- あかつき印刷
- 同人誌印刷の栄光
- EditNetプリンテック
- 金沢印刷
- 関西美術印刷（コミック・さんか）
- くりえい社
- コーシン出版
- サングループ
- サンライズパブリケーション
- しまや出版
- スズトウシャドウ印刷
- 大陽出版
- ティー・ウエイブ
- トム出版
- 西村謄写堂
- 日光企画
- ねこのしっぽ
- プリンティングイン
- ブロス
- ホープツーワン
- ポプルス
- 夢工房まつやま
- 緑陽社